# Lucretia My Reflection
Lucretia My Reflection is een single van The Sisters of Mercy, die in 1988 werd uitgebracht en afkomstig is van het album Floodland uit 1987. Er bestaat een 7 inch- en een 12 inch-versie van; op de achterkant staat het nummer Long Train uit 1984. De single bereikte in 1988 de 20ste plaats in de Britse hitparade.
Lucretia My Reflection is een ode van zanger Andrew Eldritch aan zijn Amerikaanse bassiste, Patricia Morrison; volgens Eldritch vertoonde zij veel gelijkenissen met Lucrezia Borgia. De song handelt over zware, mechanische industrie in de grote stad en de teloorgang van een rijk („I hear your empire down”). De begeleidende videoclip bevat beelden van oude fabrieken, afgeleefde treinen en grauwe, kille machines, die de koude tekst en de harde, repetitieve melodie accentueren. Hierdoor was het nummer van invloed op de ontwikkeling van het industrial-genre.